# Murmidius rectistriatus
Murmidius rectistriatus is een keversoort uit de familie dwerghoutkevers (Cerylonidae). De wetenschappelijke naam van de soort werd in 1888 gepubliceerd door George Lewis.